# Comando de Base Aérea 12/VII
El Comando de Base Aérea 12/VII (Flug-Hafen-Bereichs-Kommando 12/VII) fue una unidad de la Luftwaffe durante la Segunda Guerra Mundial.

## Historia
Fue formado el 15 de junio de 1944 en Metz, a partir del Comando de Base Aérea 1/XII. Fue disuelto el 2 de abril de 1945.

## Comandantes
- Mayor general Nikolaus Maier – (15 de junio de 1944 – 17 de agosto de 1944)
- Teniente coronel Martin Harlinghausen – (17 de agosto de 1944 – 1 de octubre de 1944)
- Teniente coronel Erich Bleodorn – (1 de octubre de 1944 – 15 de octubre de 1944)
- Teniente coronel Otto Höhne – (15 de octubre de 1944 – 2 de abril de 1945)

## Servicios
- junio de 1944 – septiembre de 1944: en Metz bajo el VII Comando Administrativo Aéreo.
- septiembre de 1944 – marzo de 1945: en Neustadt/Weinstrasse bajo el XIV Comando Administrativo Aéreo.
- marzo de 1945 – abril de 1945: en Mannheim bajo el XIV Comando Administrativo Aéreo.

## Orden de Batalla

### Unidades
- Comando de Aeródromo A (o) 17/VII en Metz-Frescaty (junio de 1944 – octubre de 1944)
- Comando de Aeródromo A (o) 18/VII en Diedenhofen (junio de 1944 – octubre de 1944)
- Comando de Aeródromo A (o) 19/VII en Lachen-Speyersdorf (junio de 1944 – abril de 1945)
- Comando de Aeródromo A (o) 23/VII en Maguncia-Finthen (septiembre de 1944 – abril de 1945)
- Comando de Aeródromo A (o) 24/VII en Mannheim-Sandhofen (septiembre de 1944 – abril de 1945)
- Comando de Aeródromo E (v) 204/XII en Germersheim (septiembre de 1944 – marzo de 1945)
- Comando de Aeródromo E (v) 220/XII en Biblis (septiembre de 1944 – marzo de 1945)
- Comando de Aeródromo E (v) 225/XII en Niedermendig (septiembre de 1944 – marzo de 1945)
- Comando de Aeródromo E (v) 218/XII en Wengerohr/Eifel (febrero de 1945 – abril de 1945)
- Comando de Aeródromo E (v) ?/XII en Lorsch/Hessen (septiembre de 1944 – marzo de 1945)